# Bitwa o Narwik

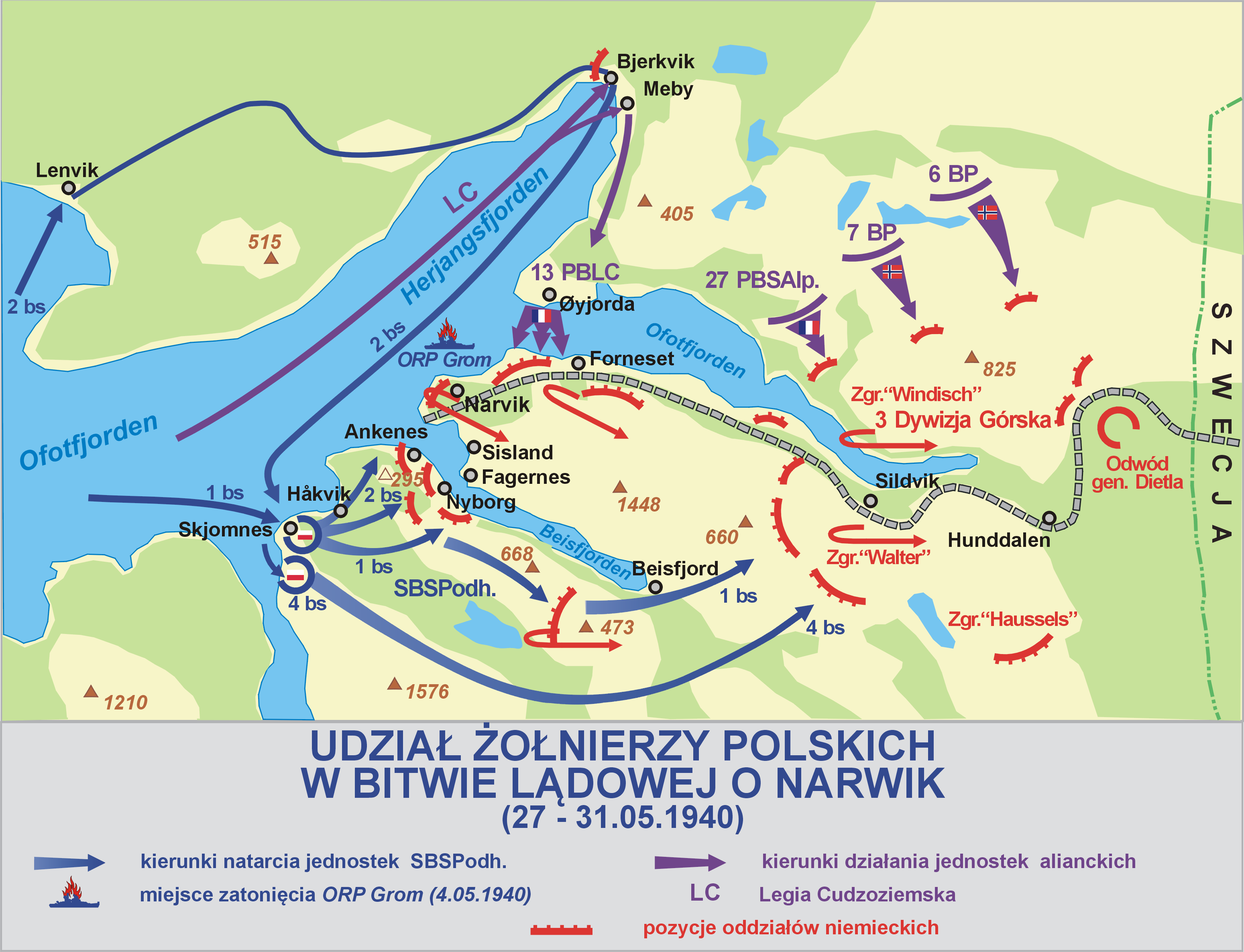

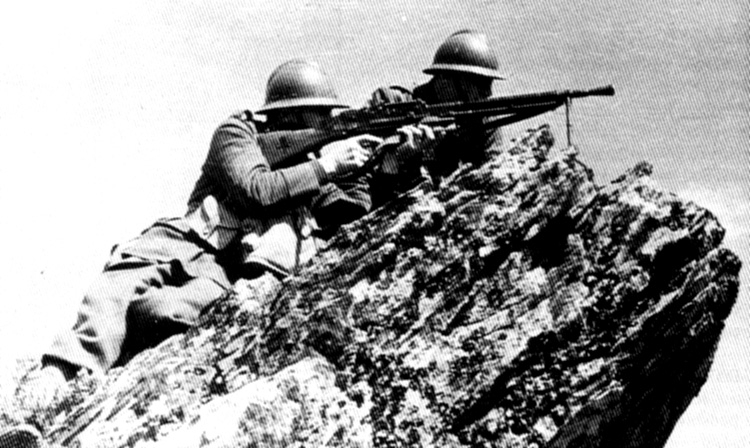
Żołnierze polscy w bitwie o Narwik

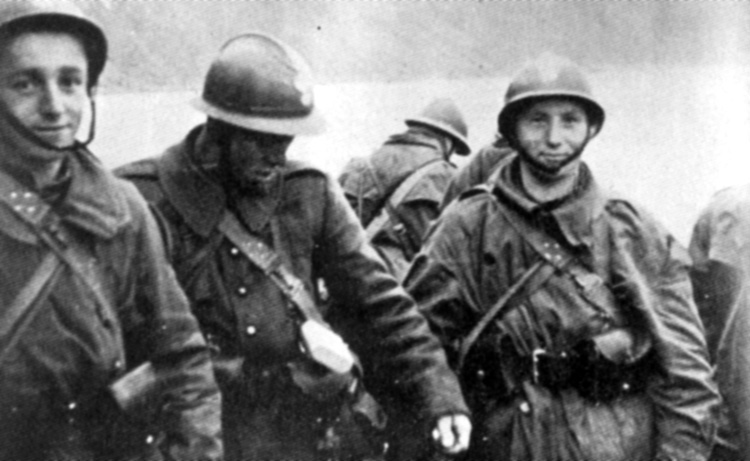
Polacy w trakcie ewakuacji do Francji

Bitwa o Narwik – starcie między siłami niemieckimi a alianckim Korpusem Ekspedycyjnym trwające od 9 kwietnia do 8 czerwca 1940 roku w okolicach portu i miasta Narwik. Miejsce to zarówno  dla Niemców, jak i dla aliantów, z uwagi na swą strategiczną wagę, stało się środkiem ciężkości walk w Norwegii. Niezamarzający port przeładunkowy szwedzkiej rudy żelaza był przedmiotem niemal dwumiesięcznych zmagań.

## Podłoże
1 marca 1940 Adolf Hitler zdecydował o dokonaniu inwazji na Norwegię, o kryptonimie Weserübung. Siły niemieckie podzielono na sześć grup, mających zająć główne porty Norwegii. Jednym z ważniejszych był port w Narwiku, stanowiący najbardziej dogodną drogę do transportu rudy żelaza importowanej ze szwedzkiego zagłębia w Kirunie w zimie, kiedy nie można korzystać z zamarzającego portu Luleå nad Bałtykiem.  Był on najbardziej wysuniętym na północ celem niemieckiego desantu w Norwegii. Z powodu jego największego oddalenia od Niemiec, dla jak najlepszego efektu zaskoczenia zdecydowano przeprowadzić desant na szybkich jednostkach, jakimi były niszczyciele. Znaczenie miał także fakt, że Narwik leży w głębi fiordu Ofot, w odległości, łącznie z fiordem Vest, ok. 100 mil morskich od pełnego morza.
Do zdobycia Narwiku sformowano I grupę desantową pod dowództwem komandora Friedricha Bonte, w składzie 10 niszczycieli, która wypłynęła 6 kwietnia 1940 roku. Na pokłady niszczycieli przyjęto jako desant po ok. 200 żołnierzy niemieckich ze 139 Pułku Strzelców Górskich z 3 Dywizji Górskiej, wraz z plutonem miotaczy ognia 83. batalionu saperów górskich i kompanią artylerii – łącznie 1854 żołnierzy pod dowództwem gen. bryg. Dietla. 9 kwietnia 1940 roku wczesnym rankiem niemieckie niszczyciele przybyły pod port w Narwiku i przełamały obronę norweską, topiąc torpedami, bez strat własnych, dwa pancerniki obrony wybrzeża: „Eidsvold” i „Norge”. Po ich utracie opór norweski ustał, po czym niszczyciele wysadziły wojsko, które zajęło miasto oraz statki stojące na redzie portu. Dzięki pronazistowskiej postawie dowódcy garnizonu w Narwiku, płk. Konrada Sundlo, większość żołnierzy norweskich nie stawiała oporu i została rozbrojona, jedynie część wycofała się w kierunku granicy ze Szwecją. 
Po wysadzeniu desantu dziesięć niemieckich niszczycieli pozostało w Narwiku w celu uzupełnienia paliwa przed powrotem do Niemiec, po czym wszystkie zostały zatopione w trakcie dwóch bitew na wodach fiordu z brytyjską marynarką Royal Navy 10 kwietnia i 13 kwietnia 1940 roku. Straty brytyjskie wyniosły dwa zatopione niszczyciele i kilka uszkodzonych. Niemcy stracili też kilka statków, w tym „Rauenfels” płynący do Narwiku z zaopatrzeniem dla desantu, ciężkim sprzętem, armatami polowymi kalibru 150 mm i przeciwlotniczymi oraz amunicją. Pomimo uzyskania panowania na morzu, Brytyjczycy nie byli w stanie podjąć próby opanowania miasta, które pozostało w rękach niemieckich. Co więcej, z załóg zatopionych niszczycieli sformowano improwizowany pułk piechoty morskiej w składzie ok. 2100 ludzi pod dowództwem kmdra ppor. Hansa Erdmengera (dowódcy „Wilhelma Heidkampa”), który wziął udział w walkach lądowych o Narwik. Zostali oni wyekwipowani dzięki opanowaniu przez desant norweskich magazynów mobilizacyjnych w Elvegaardsmoen koło Bjerkviku przy północnej odnodze Ofotfjordu, gdzie znaleziono broń i wyposażenie.

## Zestawienie sił
O ile wojska alianckie nie były w stanie zagrozić Niemcom w centralnej i południowej Norwegii, o tyle na dalekiej północy, w okolicach Narwiku, stanowiły poważne niebezpieczeństwo dla liczącego niewiele ponad 4 tys. żołnierzy zgrupowania niemieckiego dowodzonego przez gen. Eduarda Dietla. Dietl dysponował oddziałami składającymi się z ok. 2000 żołnierzy 139. Pułku Strzelców Górskich, do których dołączyło ok. 2100 marynarzy, rozbitków z zatopionych niemieckich niszczycieli. Dodatkowo, w ostatnich 3-4 tygodniach Niemcy zostali wzmocnieni około 1000 żołnierzami ze 137. pułku 2 dywizji górskiej, zrzuconymi nad Bjørnefjell, w ten sposób doprowadzając liczbę Niemców do około 5600. Siły alianckie liczyły natomiast 24 tys. żołnierzy, w tym brygady francuskiej Legii Cudzoziemskiej i alpejską, polską Samodzielną Brygadę Strzelców Podhalańskich oraz brytyjską 24. Brygadę Gwardii Królewskiej. Ponadto wojska alianckie mogły liczyć na wsparcie artyleryjskie Royal Navy, niepodzielnie już wtedy panującej w strefie Morza Norweskiego. Sytuację Niemców pogarszał ponadto brak regularnego zaopatrzenia w ciężką broń, amunicję i żywność. Atutem północnego zgrupowania był natomiast wysoki poziom wyszkolenia piechoty górskiej ze 139. pułku strzelców, przywykłych do działań w ciężkich warunkach górskich.

## Przebieg bitwy
13 maja z położonego na północy Harstad przez Bjerkvik oraz od strony południowej przez Ankenes ruszyło alianckie natarcie mające na celu zdobycie Narwiku i okrążenie oddziałów Dietla. 28 maja po ciężkich bojach aliantom udało się zdobyć Narwik. Dietl ze swoimi oddziałami został zmuszony do odejścia w kierunku bliskiej granicy ze Szwecją, na stanowiska położone wysoko w górach. Beznadziejne niemal położenie wojsk Dietla spowodowało pewne zamieszanie w naczelnym dowództwie, gdyż Adolf Hitler, wątpiąc w możliwość przetrwania zgrupowania północnego, postanowił zezwolić generałowi na przebicie się na południe albo, w ostateczności, przekroczenie granicy szwedzkiej i poddanie się internowaniu. Sytuację uratował, nietracący zimnej krwi, szef sztabu OKW, gen. Alfred Jodl, który tak zmienił treść rozkazu, że depesza otrzymana przez Dietla sugerowała konieczność wytrwania na pozycjach do końca. Z południa zmierzało z odsieczą zgrupowanie dowodzone przez gen. Valentina Feuersteina; marsz był jednak znacznie spowolniony fatalnym stanem górskich dróg, jak również walkami z alianckim desantem operującym w okolicach Bodø. Niemiecka pomoc dla spychanego coraz bardziej na wschód Dietla ograniczała się zatem do zrzutów dokonywanych przez Luftwaffe.

## Polski wkład
Samodzielna Brygada Strzelców Podhalańskich została sformowana na podstawie decyzji Naczelnego Wodza, gen. Władysława Sikorskiego, z 15 stycznia 1940 roku. W chwili wejścia do akcji liczyła 4778 żołnierzy i oficerów. W kwietniu 1940 rozpoczęto przygotowania do udziału w działaniach na północy Norwegii. 8 maja rozpoczął się wyładunek brygady w porcie Harstad, gdzie zluzowała 13. półbrygadę Legii Cudzoziemskiej. 1. batalion skierowano do Skallen, 2. bat. w rejon Melik i Sorvik, 3. bat. został przetransportowany drogą morską do Ballangen, a 4. bat. przerzucono do Salangan, skąd kutrami przedostał się do Sagfiordu.
Przez pierwsze trzy tygodnie Polacy rozpoznawali pozycje nieprzyjaciela i przygotowywali się do uderzenia na Narwik. Przewaga aliantów (zwłaszcza w artylerii) systematycznie rosła, ale tuż przed zakończeniem przygotowań dowództwo alianckie podjęło decyzję o ewakuacji, ze względu na krytyczną sytuację we Francji. Gen. Béthouart postanowił jednak przed wycofaniem zdobyć Narwik. Obawiał się ewakuacji pod ogniem przeciwnika, a ponadto chciał osiągnąć pierwsze zwycięstwo w boju lądowym nad Niemcami.
Koncentryczny atak rozpoczął się w nocy z 27 na 28 maja. SBSPodh (bez 3. bat.) podjęła atak na pozycje niemieckie na półwyspie Ankenes, oddzielonym od Narwiku wodami Beisfiordu. Skalistego półwyspu broniło około 400 żołnierzy z 2. bat. 139. pułku strzelców alpejskich, kompania strzelców górskich, oddział marynarzy oraz niewielkie grupy żołnierzy z 1. bat. 1. pułku spadochronowego. Ich pozycje były dobrze przygotowane i zamaskowane, chronione przez pola minowe, a ponadto przez dobrze wstrzelane karabiny maszynowe i moździerze.
O północy, po 20-minutowym przygotowaniu artyleryjskim, 2. bat. ppłk. Władysława Deca i 4. bat. mjr. Arnolda Jaskowskiego uderzyły na Ankenes i Nyborg, a 1. bat. mjr. Wacława Kobylińskiego na brzegi Beisfiordu. Czołowe natarcie nie powiodło się, awaria radiostacji nie pozwoliła bowiem na celne wsparcie artyleryjskie okrętów Royal Navy. Polacy zdobyli wzgórze 275, ale nie byli w stanie się na nim utrzymać. 1. bat. odniósł największy sukces, zajmując około godz. 9.00 wzgórza 650 i 773. Wkrótce potem 2. bat. zdobył ponownie wzgórze 275 i wyszedł na przedpole Nyborga, w związku z czym Niemcy rozpoczęli ewakuację łodziami do Narwiku. Ostatnia z tych łodzi, ostrzelana przez polskie karabiny maszynowe, zatonęła i większość z 60 żołnierzy zginęła. Tylko nieliczni dostali się do niewoli. Zdecydowana obrona oddziałów niemieckich opóźniła natarcie i dopiero 29 maja około godz. 5.00 1. bat. doszedł do Beisfiordu i nawiązał łączność z 13. półbrygadą Legii Cudzoziemskiej. Większości Niemców udało się przedrzeć do Narwiku, omijając polskie i francuskie pozycje.
28 maja 1940 wojska sprzymierzone odniosły pierwsze zwycięstwo w II wojnie światowej. Znaczny udział w tym zwycięstwie mieli polscy żołnierze, co uznali alianci. Generał Bethouart telefonicznie pogratulował dowódcy Samodzielnej Brygady Strzelców Podhalańskich sukcesów bojowych i wyraził uznanie dla bitności polskiego żołnierza.
30 maja alianci prowadzili akcję oczyszczania rejonu miasta, jednocześnie przygotowując się do ewakuacji. SBSPodh rozpoczęła ją 3 czerwca, a 8 czerwca ostatni oddział – z dowódcą brygady – odpłynął do Francji.
W trakcie walk o Narwik SBSPodh straciła 97 żołnierzy, 28 zaginęło a 189 zostało rannych.
W walkach pod Narwikiem brały udział polskie niszczyciele ORP „Grom”, „Burza” i „Błyskawica”. „Grom” został 4 maja zatopiony przez niemiecki bombowiec He 111 w fiordzie Rombakken (zginęło 59 członków załogi). Polskie statki pasażerskie MS „Chrobry”, MS „Batory” i MS „Sobieski” – jako transportowce wojska – również brały udział w tej operacji.

## Ewakuacja aliantów
Pomimo krytycznego położenia wojsk niemieckich na północy Norwegii alianci nie zdołali wykorzystać sukcesu, jakim było zdobycie Narwiku. Postępy niemieckie na froncie francuskim zmusiły bowiem sprzymierzonych do odstąpienia od pościgu za Dietlem, a tym samym do zrezygnowania z możliwości kontroli transportu szwedzkiej rudy żelaza. 3 czerwca rozpoczęto ewakuację wojsk alianckich. Sprzymierzeni postanowili wycofać swoje wojska z Narwiku, ograniczając się jedynie do wcześniejszego zniszczenia infrastruktury kolejowej i portowej. SBSPodh, pozorując kontynuację walki, osłaniała załadunek wojsk alianckich na jednostki ewakuacyjne. Ostatnie oddziały korpusu ekspedycyjnego odpłynęły do Francji i Wielkiej Brytanii 8 czerwca.

## Upamiętnienie
Walki żołnierza polskiego pod Narwikiem zostały upamiętnione  na  Grobie Nieznanego Żołnierza w Warszawie napisem na jednej z tablic, po 1945 r. NARWIK 28 - 31 V 1940, a po 1990 NARVIK 12 V - 6 VI 1940.
W 1957 załogi polskich jachtów „Mariusz Zaruski” i „Zew Morza” przywiozły do kraju urnę z pól bitewnych Narwiku. Urna została przekazana żołnierzom Brygady Korpusu Bezpieczeństwa Wewnętrznego - Podhale, która przejęła tradycję Podhalańczyków w PRL i złożona została przez nich na cmentarzu w Nowym Sączu.
W 1990 został wybity medal z podobizną Zygmunta Bohusz-Szyszki o treści Bitwa o Narwik 1940 – 1990, wydany przez Mennicę Państwową, a zaprojektowany przez Ewę Olszewską-Borys.
W Szczecinie ustanowiono ulicę Bohaterów Narwiku. W Warszawie powstała ulica Narwik (dzielnica Bemowo). Imię Bohaterów Narwiku nosi Zespół Szkół w Warszawie.